# Hassi El Ghella
Hassi El Ghella (em árabe: حاسى الغلة) é um município localizado na província de Aïn Témouchent, no noroeste da Argélia. Em 2010, sua população era de 12 118 habitantes.